# The Art of Rap
The Art of Rap (Something from Nothing: The Art of Rap) è un film documentario del 2012 diretto da Ice-T e Andy Baybutt sul mondo della musica rap. Nel film vengono intervistati numerosi musicisti del genere ed è stato girato principalmente fra New York, Los Angeles e Detroit. Il film ha partecipato al Sundance Film Festival, dove è stato presentato in anteprima il 2 gennaio 2012. È stato successivamente distribuito nelle sale americane il 5 giugno 2012, mentre il 20 luglio in quelle britanniche. In Italia il film è stato distribuito l'8 ottobre 2012.